# Effetto Wigner
L'effetto Wigner (dal nome del suo scopritore, Eugene Wigner), conosciuto anche come l'effetto di scomposizione o Malattia di Wigner (Wigner's Disease), è lo spostamento di atomi in un corpo solido causata da una radiazione neutronica.
Ogni solido può essere soggetto all'effetto Wigner. L'effetto riguarda principalmente i moderatori neutronici, come la grafite, riducendo la velocità dei neutroni termici veloci, in modo da renderli neutroni termici in grado di sostenere una reazione nucleare a catena implicante l'uranio-235.

## Spiegazione
Per creare l'effetto Wigner, i neutroni che collidono con gli atomi in una struttura cristallina devono avere abbastanza energia per spostarli dalle posizioni reticolari. Questa quantità (detta energia di spostamento Threshold) è approssimativamente 25 eV. L'energia di un neutrone può variare di molto, non è raro avere energie che raggiungano e superino i 10 MeV (10 000 000 eV) all'interno di un reattore nucleare. Un neutrone con una significante quantità di energia creerà, in una matrice, uno spostamento a cascata per mezzo di urti elastici. Per esempio, un neutrone da 1 MeV colpendo la grafite creerà 900 spostamenti. Non tutti gli spostamenti creeranno difetti, alcuni degli atomi vicini troveranno e riempiranno vacanze preesistenti o di nuova formazione, quest'ultime date dagli scontri tra gli atomi.
Gli atomi che non trovano una vacanza si posizionano in posizioni non ideali, cioè non lungo le linee simmetriche del reticolo cristallino. Questi atomi sono definiti difetti interstiziali o semplicemente interstiziali. Un atomo interstiziale e la vacanza ad esso associata sono conosciuti come difetto Frenkel. Poiché questi atomi non sono nella loro posizione ideale, hanno ciascuno un'energia associata diversa dagli altri, similmente una palla in cima ad una collina ha una certa quantità di energia gravitazionale potenziale. Quando un grande numero di interstiziali ne ha accumulata, vi è il rischio di un totale rilascio improvviso, con la creazione di un picco termico. Un improvviso aumento non pianificato di temperatura può essere una grande rischio per determinati tipi di reattori nucleari che operano a basse temperature, un esempio è l'incidente nel 1957 a Windscale, rinominata Sellafield. Un accumulo di energia in grafite irradiata è stato registrato anche a 2,7 kJ/g, ma solitamente è molto più basso. La grafite ha una sopportazione al calore di 0,720 J/g°C, è possibile assistere ad un improvviso aumento di 3750 °C (6780 °F).
Malgrado alcuni resoconti dell'incidente, l'incremento di energia Wigner non ha niente a che vedere con il disastro di Chernobyl: questo reattore operava ad una temperatura abbastanza alta per permettere alla struttura modificata della grafite di riallinearsi prima che potesse accumulare energia potenziale. Comunque l'energia Wigner potrebbe aver giocato un ruolo nel periodo successivo alla massiccia sollecitazione critica del picco termico dei neutroni, quando l'incidente era entrato nella presunta fase "graphite fire" (fuoco di grafite).

## Dissipazione dell'energia Wigner
Questo accumulo di energia, denominato "energia Wigner", può essere ridotta attraverso il riscaldamento del materiale. Il processo è definito ricottura. Nella grafite ciò accade a 250 °C.

## Intrinseche coppie Frenkel
Nel 2003, è stato postulato che l'energia Wigner può essere immaganizzata attraverso la formazione di una struttura difetta metastabile in grafite. Il grande rilascio di energia osservato a 200-250 °C è stato descritto nei termini di un paio di metastabili vacanze interstiziali. L'atomo interstiziale rimane intrappolato sull'orlo della vacanza e c'è una barriera per ricombinarlo e fornire una perfetta grafite.